# Naftalinowy świat
Naftalinowy świat – druga płyta koncertowa zespołu Pod Budą, zamykająca dotychczasową dyskografię grupy. Dwupłytowy album jest zapisem koncertu, który odbył się 3 października 2005 w Studiu Koncertowym Polskiego Radia. Wydawnictwo jest traktowane przez członków zespołu jako podsumowanie, antologię dwudziestu ośmiu lat działalności grupy. Zawiera więc wybrane utwory z płytoteki zespołu, a także niepublikowaną wcześniej na żadnej płycie Pod Budą piosenkę „To było”. Album ten zespół Pod Budą nagrał już w pięcioosobowym składzie z Mają Sikorowską jako członkinią zespołu. Gościnnie w nagraniach wzięli udział: perkusista Artur Malik oraz pianista Adam Niedzielin – członkowie zespołu Anny Treter.

## Muzycy
- Andrzej Sikorowski – śpiew, gitara
- Anna Treter – śpiew, instrumenty klawiszowe
- Marek Tomczyk – gitary
- Andrzej Żurek – gitara basowa, śpiew
- Maja Sikorowska – śpiew

gościnnie
- Artur Malik – perkusja, instrumenty perkusyjne
- Adam Niedzielin – instrumenty klawiszowe

## Lista utworów
CD 1
| 1.  | „Ballada o walizce” (muz. Jan Hnatowicz, sł. Andrzej Sikorowski)          | 6:19  |
|     |                                                                           |       |
| 2.  | „Bardzo smutna piosenka retro” (muz. i sł. Andrzej Sikorowski)            | 3:21  |
|     |                                                                           |       |
| 3.  | „Ballada o filiżance” (muz. Jan Hnatowicz, sł. Andrzej Sikorowski)        | 3:02  |
|     |                                                                           |       |
| 4.  | „Na całość” (muz. i sł. Andrzej Sikorowski)                               | 3:38  |
|     |                                                                           |       |
| 5.  | „Daleko dwa kroki stąd” (muz. Anna Treter, sł. Andrzej Sikorowski)        | 4:38  |
|     |                                                                           |       |
| 6.  | „Jak kapitalizm, to kapitalizm” (muz. i sł. Andrzej Sikorowski)           | 3:33  |
|     |                                                                           |       |
| 7.  | „Stowarzyszenie rannej rosy” (muz. Jan Hnatowicz, sł. Andrzej Sikorowski) | 5:54  |
|     |                                                                           |       |
| 8.  | „Głos z oddali” (muz. i sł. Andrzej Sikorowski)                           | 4:39  |
|     |                                                                           |       |
| 9.  | „Moje dwie ojczyzny” (muz. i sł. Andrzej Sikorowski)                      | 3:08  |
|     |                                                                           |       |
| 10. | „Blues o starych sąsiadach” (muz. Jan Hnatowicz, sł. Andrzej Sikorowski)  | 5:03  |
|     |                                                                           |       |
| 11. | „O la ri ja” (muz. Jan Hnatowicz, sł. Andrzej Sikorowski)                 | 3:50  |
|     |                                                                           |       |
| 12. | „Naftalinowy świat” (muz. Jan Hnatowicz, sł. Andrzej Sikorowski)          | 3:46  |
|     |                                                                           |       |
| 13. | „Lecz póki co żyjemy” (muz. i sł. Andrzej Sikorowski)                     | 3:36  |
|     |                                                                           |       |
| 14. | „Przy tobie sama” (muz. Jan Hnatowicz, sł. Andrzej Sikorowski)            | 4:33  |
|     |                                                                           |       |
|     |                                                                           | 59:00 |
|     |                                                                           |       |
CD 2